# Arletta
Arletta là một chi bướm ngày thuộc họ Lycaenidae.